# 绳索束缚
绳索束缚，是指使用绳子来限制一个人运动，或用绳子将其捆绑，这是BDSM活动的一部分。

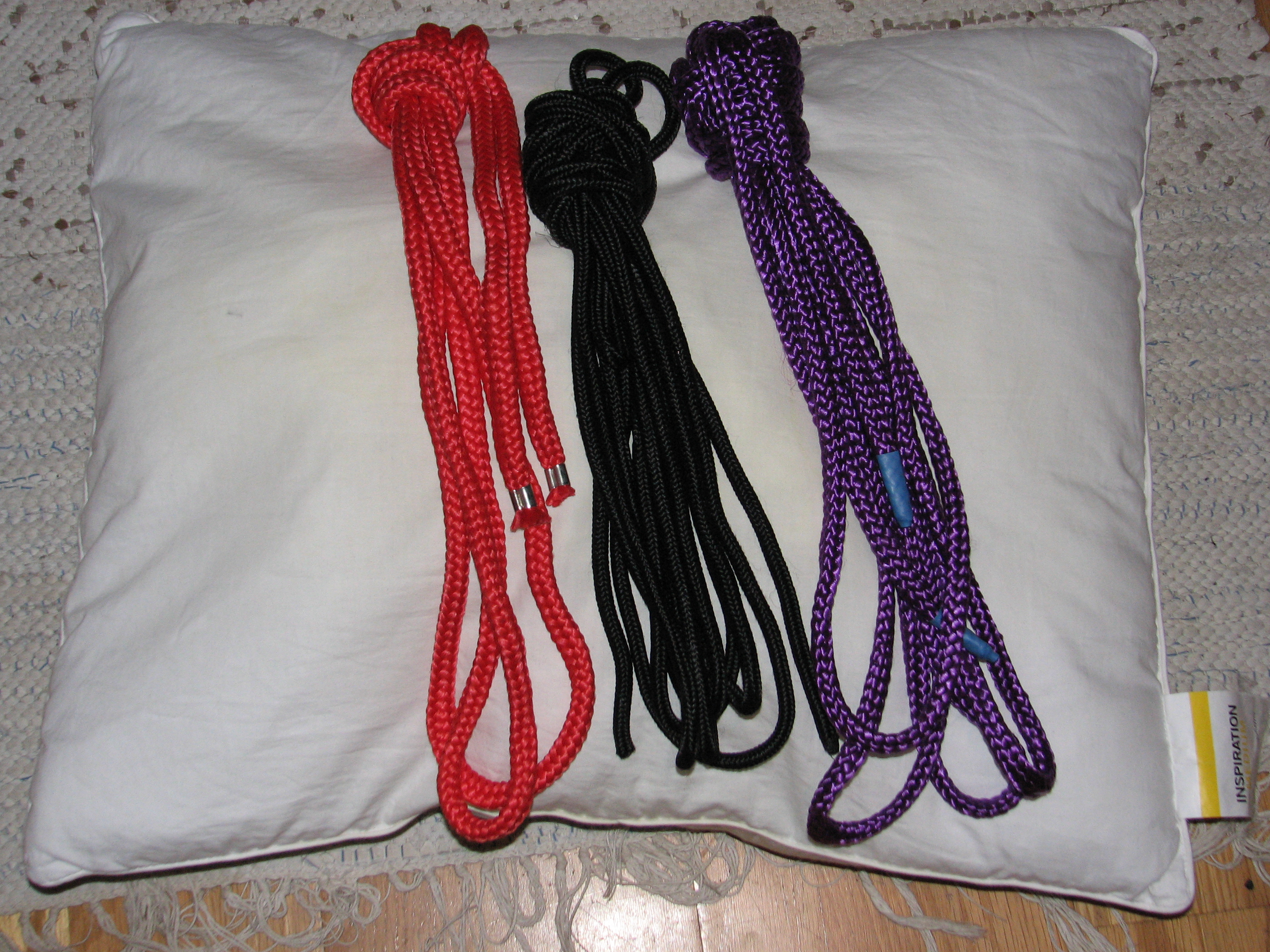
用于色情的束缚通常使用柔软的绳索，以免擦伤皮肤

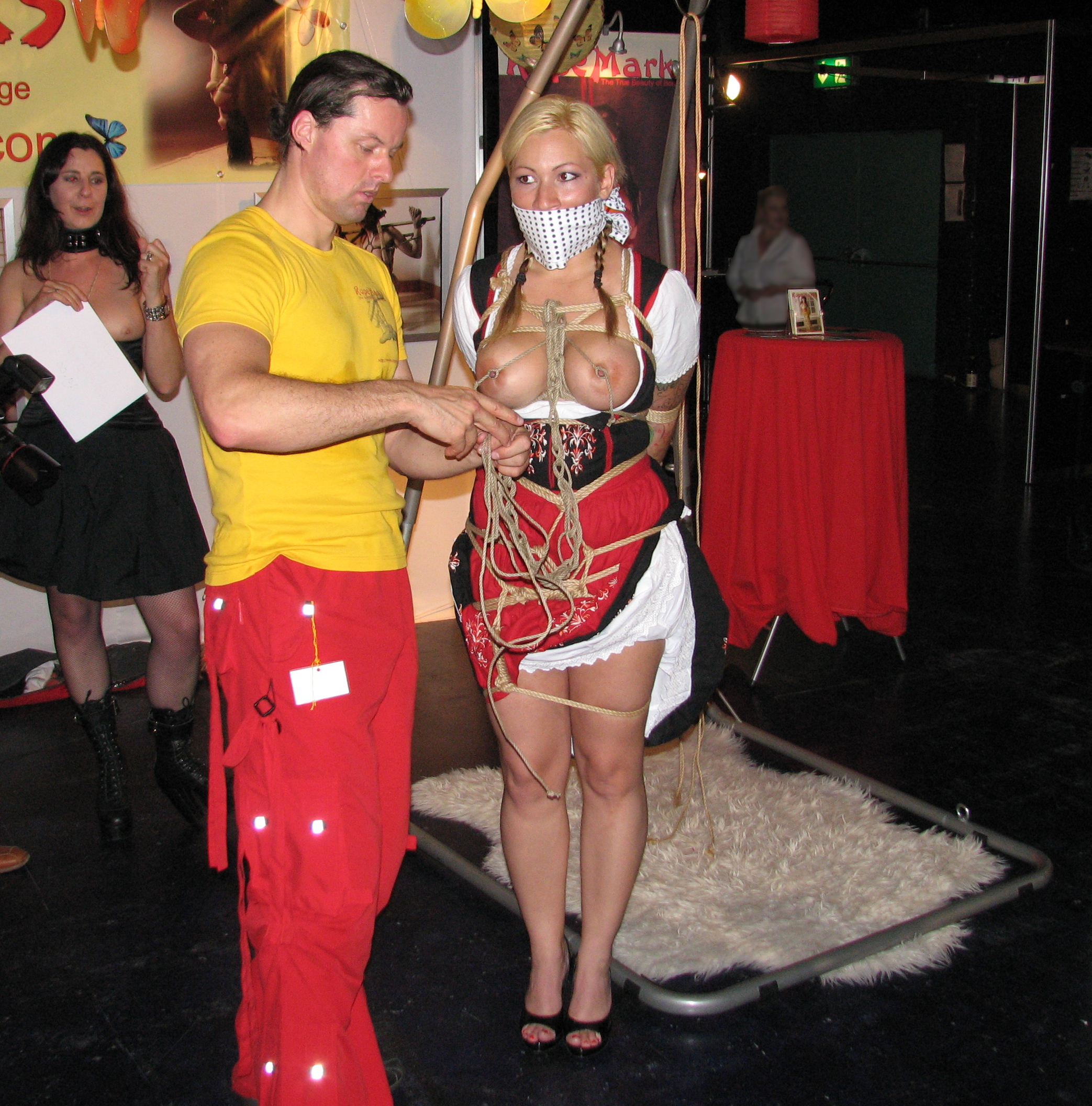
另一种绳索束缚

绳索束缚是从日式绑缚发展而来，最初源于军事技术。绳索束缚的其中一个种是绳索礼服，这本身并不是束缚，而是一种装饰，或是用于束缚的基础。

## 材料
在日式绑缚传统上是使用天然纤维（如大麻和黄麻），将它们切成大约25英尺的长度，而西式束缚通常使用更宽更长的绳索。